# Microrégion de Rio Branco

Localisation de la microrégion de Rio Branco.

La microrégion de Rio Branco est une des microrégions de l'État de l'Acre appartenant à la mésorégion de la vallée de l'Acre, au Brésil. Elle couvre une aire de 22 848 km2 pour une population de 392 416 habitants et est divisée en sept municipalités. Elle a une densité de 17,2 hab./km2.
Elle est limitrophe de la Bolivie.

## Microrégions limitrophes
- Brasiléia
- Sena Madureira
- Purus (Amazonas)
- Boca de Acre (Amazonas)
- Porto Velho (Rondônia)

## Municipalités
- Acrelândia
- Bujari
- Capixaba
- Plácido de Castro
- Porto Acre
- Rio Branco
- Senador Guiomard